# Bastak (Verwaltungsbezirk)
Bastak (persisch بستک) ist ein Schahrestan (persisch شهرستان) in der Provinz Hormozgan in Iran. Er enthält die Stadt Bastak, welche die Hauptstadt des Verwaltungsbezirks ist. Der Verwaltungsbezirk ist Teil der Region Irahistan.

## Demografie
Bei der Volkszählung 2016 betrug die Einwohnerzahl des Schahrestan 80.492. Die Alphabetisierung lag bei 87 Prozent der Bevölkerung. Knapp 21 Prozent der Bevölkerung lebten in urbanen Regionen.
| Zensusjahr | Einwohnerzahl |
| ---------- | ------------- |
| 2011       | 80.119        |
| 2016       | 80.492        |